# Конец священника
«Конец священника» (чеш.  Farářův konec) — чехословацкий фильм 1969 года режиссёра Эвальда Шорма по сценарию Йозефа Шкворецкого.

## Сюжет
Пономарь городской церкви узнаёт об отсутствии священника в приходе в отдаленной деревушке. Движимый добрыми чувствами к ближним он едет туда и выдаёт себя за священника. Он помогает всем жителям деревни, и деяния самозваного духовного пастыря приносят пользу местным жителям. Как священник он не только пробуждает в людях активность, но и заставляет их задуматься о жизни. Но он недолюбливает учителя-атеиста, как и тот его, ведь появление священника нарушило его статус-кво в отдаленной деревне. Учитель обижается на священника и пытается поставить его в неловкое положение различными способами, в том числе будучи пойманным с местной девушкой лёгкого поведения Майки, но та влюбляется в священника. В конце концов, самозваный священник едет к епископу, кается, но просит епископа о приеме в семинарию, чтобы он действительно мог стать священником. День спустя он трагически погибает, скрываясь от тайной полиции, в которую донёс на него его враг.

## В ролях
- Властимил Бродский — священник Альберт
- Ян Либичек — учитель
- Яна Брейхова — Майка
- Здена Скворецка — Анна
- Ярослав Саторанский — Тонизирующее средство
- Владимир Валента — хозяин
- Хелена Ружичкова — экономка
- Йозефа Печлатова — бабуля в постели
- Мартин Ружек — белый епископ
- Гуйе Чик — чёерный епископ
- Владимир Едначик — бродяга Лойза
- Вацлав Котва — Иоанн Креститель
- Иржи Лир — капитан
- Ян Чмираль — кузнец
- Антонин Пражак — пожарный
- Павел Бошек — балаганщик
- Либуше Фреслова — невеста
- Яна Сынкова — француженка
- Андреа Чундерликова — юная матерь Божья
- Йозеф Шкворецкий — профессор в телевизоре

## Фестивали
- Участие в конкурсной программе Каннского кинофестиваля 1969 года.
- Фестиваль чешского и словацкого кино в Сорренто (1969, Сорренто, Италия) — приз «Серебряная сирена» за режиссуру.